# Бойова кінозбірка № 1
«Бойова кінозбірка № 1» — перший художній фільм серії з тринадцяти радянських бойових кінозбірок, що вийшли в роки Великої Вітчизняної війни. Кінозбірка вийшла на екрани 2 серпня 1941 року.

## Сюжет

### Епізод «Зустріч з Максимом»
Новела починається з кінозалу, де радянські глядачі дивляться фінальну частину трилогії про Максима — «Виборзька сторона». Після того, як фільм закінчується і в залі запалюється світло, з екрана до глядачів виходить актор Борис Чирков в костюмі свого героя — Максима. Він починає переконувати глядачів в необхідності відправитися на фронт. Час від часу він звертає увагу на кіноекран, де показується хроніка-інтерв'ю з радянським льотчиком, а також дві новели.

### Епізод «Сон в руку»
Гітлеру (Петро Рєпнін) сниться тривожний сон: йому сняться лицарі Тевтонського ордену, Наполеон (Володимир Канцель), німецькі окупанти часів Першої світової війни — всі ті, хто випробував на власній шкурі силу російської[джерело?] зброї. Вони являються фюреру з попередженням, що його похід проти росіян[джерело?] закінчиться для нього такою ж катастрофою, як і для них самих.

### Епізод «Троє у воронці»
Поранений червоноармієць доповз до воронки, де медсестра змогла надати йому першу допомогу. Незабаром з'являється поранений німець, і медсестра надає допомогу і йому. Однак нацист намагається застрелити дівчину…

## У ролях
| «Зустріч з Максимом» - Борис Чирков — Максим - Надир Малишевський — глядач «Сон в руку» - Петро Рєпнін — Адольф Гітлер - Володимир Канцель — Наполеон - Михайло Трояновський — офіцер-окупант - Віктор Бубнов — барон Зігфрід Вовче Серце, ливонський лицар | «Троє у воронці» - Ніна Петропавловська — Ксюша, дружинниця - Маріан Яндульський — боєць - Олександр Герр — німецький офіцер |

## Знімальна група
- Режисери — Іван Мутанов, Євген Некрасов, Олександр Оленін, Сергій Герасимов
- Сценаристи — Борис Ласкін, Леонід Леонов, Леонід Ленч, Григорій Козинцев, Леонід Трауберг
- Оператори — Наум Наумов-Страж, Юлій Фогельман, Володимир Яковлєв
- Композитор — Микола Крюков